# FCS Nacional
FCS Nacional is een Surinaamse voetbalclub uit Paramaribo. FCS Nacional speelt in het Nacionello Stadion.

## Geschiedenis
- 2003 : De naam van de club is van "SV Boxel" in "FCS Nacional" veranderd.

## Erelijst
- SVB-hoofdklasse: 1

2003
- Beker van Suriname: 1

2005
- Suriname President's Cup: 1

2005